# Oblačnost

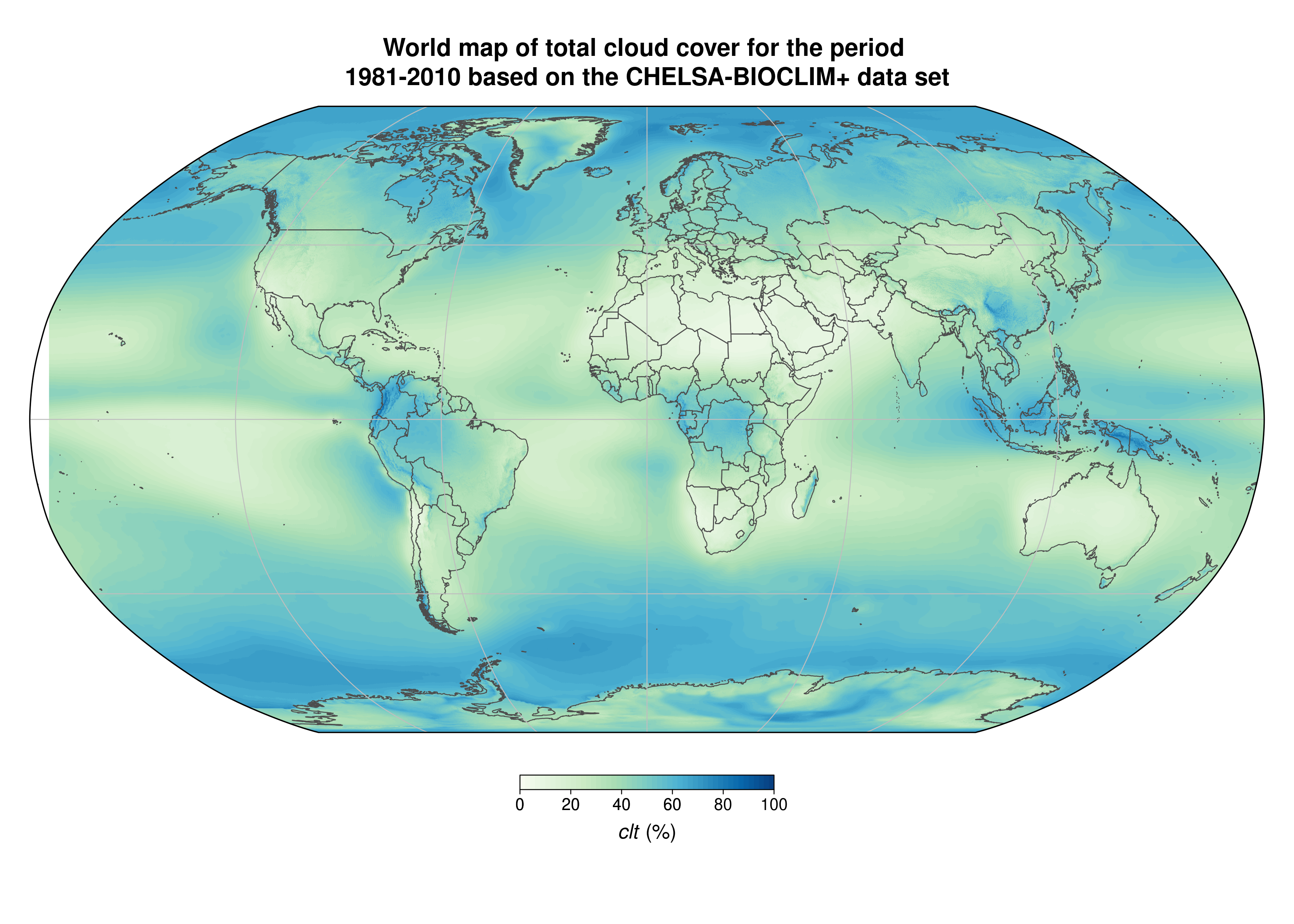
Podíl oblačnosti v průměru za roky 1981–2010.

Oblačnost je mírou, jež udává stupeň pokrytí oblohy oblaky. Oblačnost je významným meteorologickým a klimatologickým prvkem. V klimatologii se vyjadřuje v desetinách pokrytí oblohy – 0/10 do 10/10. V synoptické meteorologii se používá osmin – 0/8 až 8/8 pokrytí oblohy oblaky. V obou případech znamená 0/10 nebo 0/8 jasnou bezoblačnou oblohu, 10/10 nebo 8/8 znamená zcela zataženou oblohu.
Množství oblačnosti lze vyjádřit v procentech. Globální hodnota oblačnosti pro planetu Zemi je udávána kolem 54 %, což je více než jedna polovina povrchu Země.
Množství oblačnosti je významným meteorologickým a klimatologickým prvkem, neboť oblaky hrají zásadní roli v energetické bilanci Země a jsou součástí zpětných vazeb uvažovaných i při modelování počasí a podnebí. Stačí si uvědomit, jaký mají vliv na albedo Země – αZemě = 30 %; αoceány = 2 až 7 %; αoblaky = až 75 %.
Oblačnost je úzce svázána se slunečním svitem. Je zřejmé, že se oba prvky „doplňují“.
Čáry spojující místa se stejným množstvím oblačnosti se nazývají izonefy.
Dříve byly pod pojmem oblačnost chápány všechny oblaky a jejich skupiny, přičemž se uvažovala oblačnost nízká, střední, vysoká, konvektivní, orografická, proměnlivá a jiná další. U oblačnosti se stanovovaly druhy, tvary a odrůdy, výška základny, ale také množství a hustota. A právě pro množství oblačnosti se dnes užívá označení oblačnost.
Na meteorologických mapách se oblačnost (množství oblačnosti) zaznamenává přímo do staničního kroužku pomocí specifických symbolů.
| Pokrytí | Kód | Význam         | Symbol |
| ------- | --- | -------------- | ------ |
| 0/8     | 0   | jasno          |        |
| 1/8     | 1   | jasno          |        |
| 2/8     | 2   | skoro jasno    |        |
| 3/8     | 3   | malá oblačnost |        |
| 4/8     | 4   | polojasno      |        |
| 5/8     | 5   | oblačno        |        |
| 6/8     | 6   | oblačno        |        |
| 7/8     | 7   | skoro zataženo |        |
| 8/8     | 8   | zataženo       |        |
|         | 9   | nelze rozeznat |        |

| Oblačnost      | Vysvětlení                       |
| -------------- | -------------------------------- |
| Jasno          | Obloha bez oblaků                |
| Skoro jasno    | Většina oblohy bez oblaků        |
| Polojasno      | Polovina oblohy zakryta oblaky   |
| Oblačno        | Většina oblohy zakryta oblaky    |
| Skoro zataženo | Téměř celá obloha zakrytá oblaky |
| Zataženo       | Obloha úplně zakrytá oblaky      |

## Změny oblačnosti
Za období 1983–2017 se (podle dat NOAA) oblačnost nad pevninou zvýšila o téměř čtvrt procenta. Celkově ale oblačnost klesá (mimo jiné podle dat ISCCP), což je u International Satellite Cloud Climatology Project (ISCCP) kritizováno jako chyba měření satelitů. Podle jiných studií (dat ERA5 evropské ECMWF) globálně oblačnost roste, ale nad pevninou klesá. Klesá tedy například nad Evropou a tak zde roste doba slunečního svitu (ovlivňovaného jen oblačností přes den).
Evropská data ERA5 celkové oblačnosti (TCC) se nejvíce shodují s daty MODIS (od NASA) a to, že TCC je 62 % respektive 68 %. Pro vysokou oblačnost (HCC) je shoda horší (ERA5 udává 35 %, MODIS jen 24 %). Nejistota v úrovni oblačnosti je tedy značná.
Nízká oblačnost převládá a ochlazuje Zemi, zatímco vysoká oblačnost (propouští více záření Slunce) má oteplující vliv. Podobně i kondenzační stopa, která se nachází ve větších výškách, otepluje Zemi. Ale pokles nízké oblačnosti může částečně bránit oteplování.